# L.A. Puntila

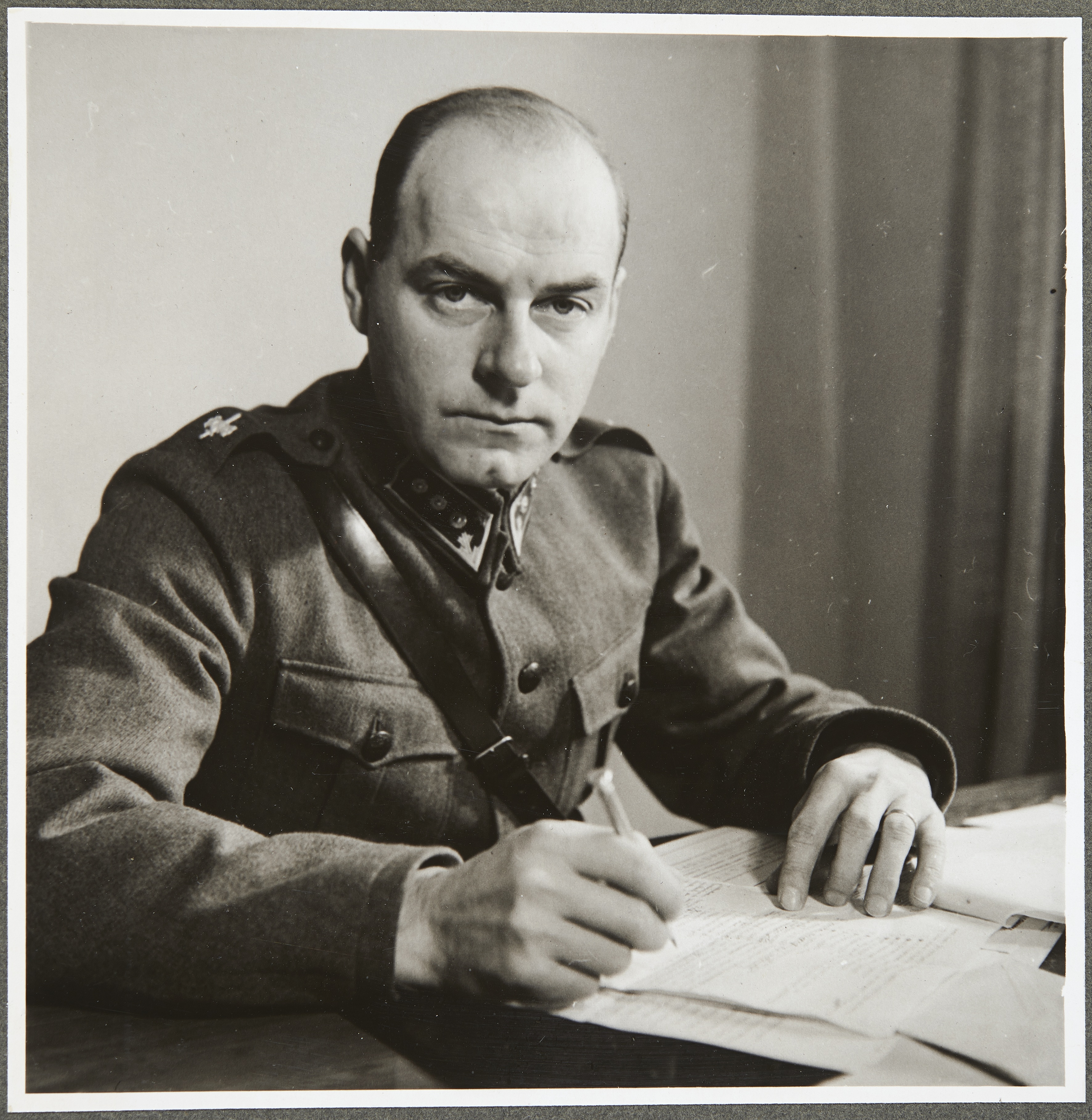
L. A. Puntila år 1941 som biträdande chef vid Statens informationsverk.

Lauri Aadolf Puntila, född den 24 augusti 1907 i Hattula, död den 23 maj 1988 i Helsingfors, var en  finländsk historiker och kulturpolitiker, professor i politisk historia vid Helsingfors universitet 1952–71 och riksdagsledamot (socialdemokrat) 1966–70.

## Historia
Puntilas doktorsavhandling som publicerades 1944 handlar om svenskhetsrörelsens uppkomst i Finland. Hans Finlands politiska historia har kommit i flera upplagor och översatts till flera språk (sv. övers. 1964).